# Liu Ying (Prinz)
Liu Ying (chinesisch 劉英, Pinyin Liú Yīng; † 71) war ein Sohn des Han-Kaisers Guangwu und ein Halbbruder des Kaisers Ming. Nachdem er zum Prinzen von Chu ernannt worden war, wurde er als Förderer vieler Religionen bekannt. Insbesondere ist sein Engagement für den Buddhismus im Jahre 65 der erste dokumentierte Nachweis buddhistischer Tätigkeit in China.
Er wurde als Sohn der Frau Xu (許氏) geboren, die eine mindere Konkubine des Kaisers Guangwu war. Liu Ying erhielt im Jahr 39 den Rang eines Fürsten, zwei Jahre später den eines Prinzen (wáng). Im Jahr 42 erhielt er Chu als erbliches Lehen, dessen Hauptstadt Pengcheng (heutiges Xuzhou, Jiangsu) war. Liu Ying scheint als Knabe seinem Halbbruder Liu Zhuang, dem späteren Kaiser, sehr nahegestanden zu haben. Er soll auch viel auf Reisen gewesen sein und sein reges Interesse am Daoismus und Buddhismus bekundet haben. Nachdem er Prinz geworden war, förderte er beide Religionen, um ein Wundermittel zur Langlebigkeit oder Unsterblichkeit zu finden.
Wegen seines Strebens wurde Liu Ying verschwörerischer Umtriebe verdächtigt und 65 Thema eines Kaiserlichen Edikts des Kaisers Ming. Es ist im Hou Hanshu überliefert und zeigt, dass Buddha zu dieser Zeit am Kaiserhof mit dem Daoismus assoziiert wurde. Wie einem Gott wurden ihm Opfer und Festmähler gewidmet. Die buddhistische Religion wird als „menschenfreundlich“ und von der Oberschicht allgemein akzeptiert beschrieben.
Fünf Jahre später wurde Liu Ying seiner Tätigkeit wegen wiederum von hohen Beamten denunziert und der Verschwörung gegen den Thron angeklagt. Dieses Verbrechen wurde üblicherweise mit der Todesstrafe geahndet. In der Angelegenheit ermittelte der Beamte Yuan An. Die zwei wichtigsten Anklagepunkte lauteten „unzulässige Übernahme der Vorrechte des Kaisers“ und „gewaltige Unschicklichkeit und Unmoral im Umgang mit dem Thron“ (大逆不道). Kaiser Ming weigerte sich jedoch, seinen Halbbruder hinzurichten, und degradierte ihn stattdessen zum Gemeinen und verbannte ihn nach Danyang beim Jangtsekiang. Nachdem Liu Ying im nächsten Jahr bei seinem Verbannungsort angelangt war, beging er dort Selbstmord.
Liu Ying wurde mit den Ehren eines vollständigen Marquis (侯) bestattet. Im Zuge seines Sturzes wurden vermutlich Tausende seiner Anhänger verhaftet, die sich unter der Folter gegenseitig belasteten. Dennoch überlebte die buddhistische Gemeinde in Pengcheng. Länger als ein Jahrhundert später noch prosperierte sie unter dem Schutz des lokalen Beamten Ze Rong. Es ist auch möglich, dass einige Anhänger Liu Ying folgten und im Einzugsgebiet des Jangtsekiang Gemeinden errichteten.
| Personendaten    | Personendaten                                      |
| ---------------- | -------------------------------------------------- |
| NAME             | Liu Ying                                           |
| ALTERNATIVNAMEN  | Prinz von Chu; Marquis von Danyang                 |
| KURZBESCHREIBUNG | Prinz der Han-Dynastie und Förderer des Buddhismus |
| GEBURTSDATUM     | 1. Jahrhundert                                     |
| STERBEDATUM      | 71                                                 |